# 東国国家論
東国国家論（とうごくこっかろん、複数国家論とも）とは、歴史学者佐藤進一が提唱した日本の中世国家体制に関する学説。権門体制論と対比される。

## 概略
鎌倉幕府を東国において朝廷から独立した独自の特質をもつ別個の中世国家と見なし、西日本を中心とする王朝国家と鎌倉幕府とは、「相互規定的関係をもって、それぞれの道を切り開いた」とする。さらに東国国家は、北条時頼が親王将軍を迎えて以降、西日本からの相互不干渉と自立を目指したとされる（これを特に東国独立国家論ともいう）。

## 学説史
佐藤は元々『新日本史講座 封建時代前期』「幕府論」（中央公論社、1949年）の中で、寿永二年十月宣旨により源頼朝が朝廷から東国における行政権を付与され一つの国家的存在（東国国家）が成立したと主張し、鎌倉幕府を一個の国家と規定していた。
しかし1963年に黒田俊雄が権門体制論を提唱し、二つの国家などではなく公家と武家とが対立しながらも単一国家を組織していたことを強調し、相互に依存し補完しあう関係として、調整役としての君主である天皇の元に統合されていたとした。
これに対し東国国家論に立つ石井進は高柳光寿の所論を踏まえつつ、中世日本に単一の国家機構を想定できるのかという批判を展開した。
1977年に山本博也が鎌倉幕府の朝廷への不干渉主義を主張すると、佐藤はこの説を受け入れ、1983年に『日本の中世国家』の中でこれを唱えている。
近年では、都市を拠点に交易管理と疫神鎮撫に着目する五味文彦の二つの王権論など、権門体制論を批判しつつ東西王権の積極的な関わりを指摘した見解も出されている。
井原今朝男は、室町幕府の一地方機関として鎌倉府が京都の本所荘園の年貢収納や京上を行わないものを処罰していることや、天皇と室町幕府が鎌倉府を使役して関東地方で棟別銭を徴収していることを明らかにし、「東国独立国家論」について否定的な見解を示している。
中世を通じた国家モデルとしては、権門体制論と二つの王権論が学界では有力視されており、優劣が決する気配は無い。